# CEV Liga mistrů
CEV Champions League (dříve známý jako PMEZ) je nejvyšší oficiální soutěž pro mužské volejbalové kluby z celé Evropy. Soutěž každoročně pořádá Evropská volejbalová konfederace (CEV), a to od sezóny 1959/1960.

## Historie
Historicky nejúspěšnější zemí je Itálie s 19 prvenstvími a historicky nejúspěšnějším z klubů je CSKA Moskva z bývalého Sovětského svazu s 13 prvenstvími.
Soutěž ještě pod názvem PMEZ vyhráli 4krát tehdejší českoslovenští mistři Volejbal Brno (1968, 1972), Dukla Liberec (1976) a Červená Hviezda Bratislava (1979).

## Systém soutěže

#### Kvalifikace
Hlavní soutěže se účastní celkem 20 týmů, přičemž 18 týmům byla přidělena přímá volná místa na základě žebříčku evropských pohárových soutěží a 2 týmy vycházejí z kvalifikačních kol.

### Hlavní část

#### Skupinová fáze
Hlavní části se účastní 20 týmů, které jsou rozděleny do pěti čtyřčlenných skupin. Ve skupinách hraje každý s každým doma a venku. Vítězové z každé skupiny a tři nejlepší týmy z druhých míst společně postupují do play off.

#### Play off
Play off (čtvrtfinále a semifinále) hrané vyřazovacím systémem doma a venku, za stavu 1:1 na zápasy následuje ihned po druhém zápase tzv. "zlatý set".

#### Finále
Finále se hraje pouze na jeden vítězný zápas.

## Vítězové
| - 1959–60: CSKA Moskva - 1960-61: Rapid Bukurešť - 1961–62: CSKA Moskva - 1962-63: Rapid Bukurešť - 1963–64: SC Leipzig - 1964-65: Rapid Bukurešť - 1965-66: Dinamo București - 1966-67: Dinamo Bukurešť - 1967–68: Volejbal Brno - 1968-69: CSKA Sofia - 1969-70: Burevestnik Almaty - 1970-71: Burevestnik Almaty - 1971–72: Volejbal Brno - 1972–73: CSKA Moskva - 1973–74: CSKA Moskva - 1974–75: CSKA Moskva - 1975–76: Dukla Liberec - 1976–77: CSKA Moskva - 1977–78: Płomień Milowice - 1978–79: Červená Hvězda Bratislava - 1979-80: Klippan Turín | - 1980-81: Dinamo București - 1981–82: CSKA Moskva - 1982–83: CSKA Moskva - 1983–84: Santal Parma - 1984–85: Santal Parma - 1985–1986: CSKA Moskva - 1986-87: CSKA Moskva - 1987-88: CSKA Moskva - 1988-89: CSKA Moskva - 1989-90: Philips Modena - 1990–91: CSKA Moskva - 1991-92: Messaggero Ravenna - 1992-93: Messaggero Ravenna - 1993-94: Messaggero Ravenna - 1994-95: Sisley Treviso - 1995-96: Las Daytona Modena - 1996-97: Las Valtur Modena - 1997-98: Casa Modena Unibon - 1998-99: Sisley Treviso - 1999-00: Sisley Treviso - 2000-01: Paris Volley | - 2001-02: Lube Banca Macerata - 2002-03: Lokomotiv Belgorod - 2003-04: Lokomotiv Belgorod - 2004–05: Tours VB - 2005-06: Sisley Treviso - 2006-07: VfB Friedrichshafen - 2007-08: Dynamo Tattransgaz Kazaň - 2008-09: Trentino Volley - 2009–10: Trentino Volley - 2010–11: Trentino Volley - 2011–12: Zenit Kazaň - 2012-13: Lokomotiv Novosibirsk - 2013–14: Belogorie Belgorod - 2014–15: Zenit Kazaň - 2015–16: Zenit Kazaň - 2016–17: Zenit Kazaň - 2017–18: Zenit Kazaň - 2018–19: Cucine Lube Civitanova - 2020–21: ZAKSA Kędzierzyn-Koźle - 2021–22: ZAKSA Kędzierzyn-Koźle - 2022–23: ZAKSA Kędzierzyn-Koźle - 2023–24: Trentino Volley |